# Dinga Bakaba
Dinga Bakaba (ur. 1981 w Paryżu) – francuski projektant i reżyser gier komputerowych.

## Życiorys
Syn pochodzącego z Wybrzeża Kości Słoniowej filmowca Sidikiego Bakaby. Przerwał edukację pod koniec ostatniego roku liceum  i próbował swoich sił w wielu różnych zawodach, od nauczyciela capoeiry po modela, zanim zapisał się do szkoły projektowania gier, której nie był w stanie ukończyć. Zajęty edukacją swojej córki i poszukiwaniem stabilnej pracy, Bakaba aplikował o pracę w branży gier komputerowych i rozpoczął swoją karierę jako tester gier mobilnych w Vivendi Games. Następnie pracował w Wizarbox jako projektant, w szczególności nad grą przygodową Gray Matter (2010) według scenariusza Jane Jensen, a następnie przez rok dla holenderskiego studia Playlogic.
Dyrektor Playlogic polecił Bakabę i załatwił mu rozmowę z kierownikami Arkane Studios, Raphaëlem Colantonio i Harveyem Smithem, którzy docenili jego prędki dowcip i gust co do gier komputerowych. W listopadzie 2010 roku dołączył do Arkane z siedzibą w Lyonie, stając się jedną z jego czołowych postaci w ciągu zaledwie kilku lat. Zaczynał jako projektant mechaniki i producent przy Dishonored (2012) i jego dodatkach (2012–2013), a następnie kontynuował pracę jako główny projektant przy Dishonored 2 (2016) i Dishonored: Death of the Outsider (2017), ponieważ Smith coraz bardziej angażował go w kreatywne decyzje. Kiedy Bethesda Softworks, wydawnictwo gier Arkane i MachineGames, powierzyło studiu z Lyonu zadanie wsparcia szwedzkiego studia przy Wolfenstein: Youngblood (2019), Bakaba dołączył do tego zespołu i został wymieniony w grze jako reżyser. W tym samym czasie, w czerwcu 2017 roku, gdy Arkane Lyon rozpoczęło zupełnie nowy projekt, który miał stać się Deathloop (2021), Bakaba został mianowany reżyserem, a także współtwórcą gry.
W listopadzie 2021 roku Dinga Bakaba awansował na stanowisko szefa studia Arkane Lyon, zachowując jednocześnie rolę reżysera Deathloop. Po premierze we wrześniu 2021 roku gra Deathloop odniosła wielki sukces artystyczny; chwalono ją za oryginalność koncepcji pętli czasowej i wyrafinowaną reżyserię artystyczną, która przyniosła jej również najwięcej nominacji do nagrody The Game Awards 2021. Bakaba stanął na scenie podczas amerykańskiej ceremonii, gdzie otrzymał nagrody dla najlepszego reżysera i za najlepszą reżyserię artystyczną. Podczas ceremonii Pegazów (Pégases), francuskiego odpowiednika The Game Awards, Deathloop wygrał w pięciu kategoriach (Najlepsza gra, Doskonałość wizualna, Najlepszy projekt gry, Najlepszy świat gry komputerowej i Nagroda publiczności), a sam Bakaba otrzymał tytuł „Osobowości roku”.